# 皮拉沃 (滨海夏朗德省)
皮拉沃（法語：Puyravault，法語發音：[pɥiʁavo]）是法国滨海夏朗德省的一个市镇，位于该省北部，属于罗什福尔区。

## 地理
皮拉沃（46°8'0"N, 0°48'34"W）面积13.68 平方千米，位于法国新阿基坦大区滨海夏朗德省，该省份为法国西部滨海省份，北起旺代省，西临大西洋，南至吉倫特省，东南接多爾多涅省，东北接德塞夫勒省接壤，东临夏朗德省。
与皮拉沃接壤的市镇（或旧市镇、城区）包括：布埃、尚邦、叙热尔、维尔松、武埃。

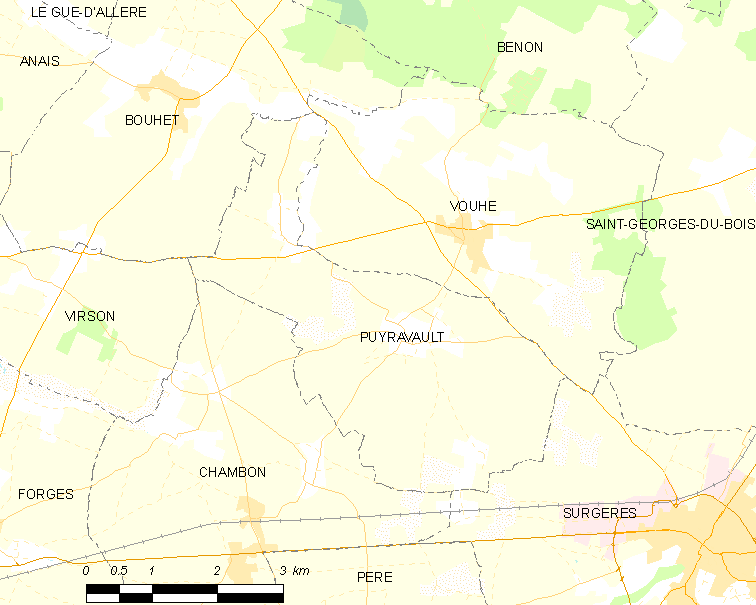
的OSM定位图

皮拉沃的时区为UTC+01:00、UTC+02:00（夏令时）。

## 行政
皮拉沃的邮政编码为17700，INSEE市镇编码为17293。

## 政治
皮拉沃所属的省级选区为叙热尔县。

## 人口

1962-2008年间人口变化图示

皮拉沃于2022年1月1日时的人口数量为723人。